# Africaleurodes hexalobi
Africaleurodes hexalobi là một loài côn trùng cánh nửa trong họ Aleyrodidae, phân họ Aleyrodinae.
Africaleurodes hexalobi được Bink-Moenen miêu tả khoa học đầu tiên năm 1983.